# آیور بارنارد
آیور بارنارد (انگلیسی: Ivor Barnard; ۱۳ ژوئن ۱۸۸۷ – ۳۰ ژوئن ۱۹۵۳) بازیگر اهل بریتانیا بود.
از فیلم‌ها یا برنامه‌های تلویزیونی که وی در آن نقش داشته‌است می‌توان به سزار و کلئوپاترا، شیطان را بران اشاره کرد.